# Emmy Ludolph
Emmy Ludolph, eigentlich Emilia Ludolph (* 1863; † 1929), war eine deutschsprachige Schriftstellerin und Gründungsmitglied sowie erste Präsidentin des „Vereins der erwerbenden Frauen Meran“.

## Leben
Emmy Ludolph war die Ehefrau des Astronomen, Schriftstellers und Naturforschers Max Wilhelm Meyer, der als einer der Gründerväter der ersten Urania in Berlin auch unter dem Namen „Urania-Meyer“ bekannt war. Zeitweise lebte das Paar auf der Insel Capri, dort kamen auch ihre gemeinsamen Töchter Mercedes (* 1. August 1906) und Hildegard (5. April 1909–1916) zur Welt.
1910, nach einem Krankenhausaufenthalt von Max Wilhelm Meyer in Meran, zog das Ehepaar in die Villa Alpenheim in Meran, wo Max Wilhelm Meyer nach drei Monaten starb.
Als alleinerziehende Witwe und Schriftstellerin gründete Emmy Ludolph mit gleichgesinnten Frauen 1913 den „Verein der Erwerbenden Frauen Meran“, eine Zweigorganisation des gleichnamigen Hauptvereins in Wien.
Die Südtiroler Landeszeitung berichtete nach dem Krieg: „Unter der ersten Obmännin […] entfaltete [der Verein] eine rege Tätigkeit [und gründete] in richtiger Einsicht von einem diesbezüglichen Mangel das alkoholfreie Speisehaus, das bei Rauchverbot vegetabilische Kost zu mäßigen Preisen vielen Gästen eine willkommene Stätte bot.“
Im Jänner 1916 zog Emmy Ludolph nach Deutschland, im September 1922 heiratete sie den um 23 Jahre älteren Reformpädagogen und Karl-May-Forscher Ludwig Gurlitt und zog mit ihm im Februar 1924 erneut nach Capri.
Auf Capri errichtete und führte das Paar bis 1926 eine „Kulturschule für junge Mädchen“. Emmy Ludolph erkrankte um 1927 und starb 1929 in München.
Emmy Ludolphs Tochter aus ihrer Ehe mit Max Wilhelm Meyer, Mercedes Meyer, heiratete den Sohn von Emmys drittem Ehemann Ludwig Gurlitt. Mercedes Meyer starb laut Grabstein am 22. August 2007 mit 101 Jahren in Überlingen und wurde auf dem Evangelischen Friedhof in Meran begraben.

## Werk (Auswahl)
- 1926 Der siebzigjährige Ludwig Gurlitt